# Microrregión de Ji-Paraná
La Microrregión de Ji-Paraná es una de las ocho microrregiones del estado de Rondonia, en Brasil. Forma parte de la Mesorregión del Este Rondoniense. Está formada por once municipios.
Es la microrregión que presenta a mayor densidad demográfica en el estado de Rondonia y e ha desarrollado a partir de la agricultura. Gran parte de la población viene del Sur de Brasil.

## Municipios
- Gobernador Jorge Teixeira
- Jaru
- Ji-Paraná
- Mirante de la Sierra
- Nueva Unión
- Oro Negro del Oeste
- Presidente Médici
- Teixeirópolis
- Theobroma
- Urupá
- Valle del Paraíso

- Datos: Q431158